# Mesa (Band)
Mesa ist eine portugiesische Pop-Band.

## Geschichte
Mesa wurde im Jahr 2000 gegründet. Am 19. Mai 2003 erschien das selbstbetitelte Debütalbum bei Zona Música, nach einigem Erfolg wurde es am 19. September 2003 von EMI Portugal als Doppelalbum mit weiteren Stücken wiederveröffentlicht. Mit der Wiederveröffentlichung erreichte Mesa Platz 28 der portugiesischen Albumcharts. Im Jahr 2004 gewann die Band den Globo de Ouro, einen Preis des portugiesischen Fernsehsenders SIC, als beste Gruppe.
Nach dem Album Automático 2011 verließ Sängerin Mónica Ferraz die Band und begann eine Solo-Karriere. Die ehemalige Sängerin der Band Nonstop, Rita Reis, wurde ihre Nachfolgerin.

## Diskografie
- 2003: Mesa (19. Mai 2003; Zona Música)
- 2003: Mesa (19. September 2003; Doppel-CD-Album; EMI)
- 2002: Vitamina (12. September 2005; Album; EMI)
- 2008: Para todo o mal (Album; Sony-BMG)
- 2011: Automático (Album; Metromono)
- 2013: Pés que sonham ser cabeças (Album; Sony)